# U-975
U-975 – niemiecki okręt podwodny (U-Boot) typu VII C z okresu II wojny światowej. Okręt wszedł do służby w 1943 roku.

## Historia
Wcielony do 5. Flotylli U-Bootów celem szkolenia załogi, od stycznia 1944 roku kolejno w 3., 23. i 31. Flotylli jako jednostka bojowa.
Odbył jeden patrol bojowy, podczas którego nie zatopił żadnej jednostki przeciwnika.
Poddany 9 maja 1945 roku w Horten (Norwegia), przebazowany 29 maja 1945 roku do Wielkiej Brytanii. Zatopiony 10 lutego 1946 roku podczas operacji Deadlight ogniem artyleryjskim i bombami głębinowymi przez fregatę HMS „Loch Arkaig”.